# BC Apollo in het seizoen 2019-20
Het seizoen 2019-20 van BC Apollo was het 9e seizoen van de basketbalclub uit Amsterdam. De club speelde dit jaar in de DBL en in de NBB-Beker.

## Verloop van het seizoen
Het seizoen 2019/20 is voor Coach Patrick Faijdherbe zijn 5e seizoen bij de club. Het was een zomer waarin het lang stil bleef omtrent de ontwikkelingen van Apollo. Tijdens de oefenwedstrijden werden verschillende teams opgesteld, met ook verschillende resultaten. Midden september 2019 werd vlak voor aanvang van het seizoen een nieuw bestuur aangekondigd en is Mark van Meggelen de nieuwe voorzitter.
Een week voor de competitie moest het team worden samengesteld. Berend Weijs was samen met Kenyuoe Ondaan de eerste speler onder contract. Daar kwamen diverse andere jeugdspelers en ervaren spelers bij, waaronder Serviër Mladen Vitković en de Amerikaanse point guard Xavier Cannefax. Vanwege een knieblessure bij Vitković en het nog niet beschikken van een werkvergunning van Cannefax begon het seizoen moeilijk. Na een aantal wedstrijden kwamen beiden in actie tegen Aris Leeuwarden. De eerste overwinning kwam daar tot stand. De rest van de wedstrijden bleef Apollo aardig in de buurt, maar eindigde net niet in hun voordeel. Ondertussen brak het toen pas 18-jarige talent Siem Uijtendaal steeds sterker door. In een bekerduel tegen Basketball Academie Limburg zou hij op 26 punten eindigen. Gelijk in 2020 werd in een druk bezochte Apollo een evenement genaamd 'Past Meets Future' georganiseerd. Dit was een dag, op 4 januari 2020, waarin oud-spelers van Amsterdam (denk aan Niels Meijer, Peter van Paassen en Milko Lieverst) een duel zouden spelen tegen oud-internationals. Na deze wedstrijd speelde Apollo een wedstrijd tegen Den Helder Suns, welke ruim gewonnen ging. Daarna pakte Apollo nog andere overwinningen zoals tegen top 5 team Feyenoord Basketbal en daarna BAL Weert. Hierdoor leek Apollo weer af te stevenen op meerdere overwinningen, maar de laatste wedstrijd zou vanwege de Coronacrisis op 11 maart 2020 zijn. Het seizoen eindigde daardoor abrupt, zonder bekerwinnaar en zonder kampioen.

## Team

### Diepte van de Bank
| Pos. | Startende 5     | Bank 1               | Bank 2             |  |  |
| ---- | --------------- | -------------------- | ------------------ |  |  |
| C    | Berend Weijs    | Jesse Markusse       |                    |  |  |
| PF   | Mladen Vitković | Matthew van Tongeren | Ibrahim Drame      |  |  |
| SF   | Siem Uijtendaal | Lucas Faijdherbe     |                    |  |  |
| SG   | Dexter Hope     | Noam Hasson          |                    |  |  |
| PG   | Xavier Cannefax | Kenyuoe Ondaan       | Keyshawn Bottelier |  |  |

### Transfers
| \| Speler \| Komt van \| \| --------------- \| --------------------------- \| \| Mladen Vitković \| Akademik Bulteks 99 Plovdiv \| \| Xavier Cannefax \| Uppsala Basket \| \| Noam Hasson \| Hapoel Tel Aviv \| |                             |
| Speler | Komt van                    |
| Mladen Vitković | Akademik Bulteks 99 Plovdiv |
| Xavier Cannefax | Uppsala Basket              |
| Noam Hasson | Hapoel Tel Aviv             |

2009/10 · 2010/11 · 2011/12 · 2012/13 · 2013/14 · 2014/15 · 2015/16 · 2016/17 · 2017/18 · 2018/19 · 2019/20